# Encruzilhada (kommun)
Encruzilhada är en kommun i Brasilien.   Den ligger i delstaten Bahia, i den östra delen av landet, 800 km öster om huvudstaden Brasília. Antalet invånare är 23 786. Arean är 2 041 kvadratkilometer.
Terrängen i Encruzilhada är kuperad.
Följande samhällen finns i Encruzilhada:
- Encruzilhada

Omgivningarna runt Encruzilhada är huvudsakligen savann. Runt Encruzilhada är det glesbefolkat, med 20 invånare per kvadratkilometer.